# Милвина Дин
Елизабета Гледис Милвина Дин (енгл. Elizabeth Gladys Millvina Dean; Бранском, 2. фебруар 1912 — Ашертс, 31. мај 2009) је била последња преживела с брода Титаник.
Рођена је 2. фебруара 1912, у Бранскому, насељу у Енглеској, у породици Бертрама Френка Дина (1886—1912) и Џорџите Иве Лит (1879—1975). Милвина је имала брата Бертрама Вира Дина (1910—1992). Бродолом је преживела она, брат и мајка а отац је умро у потапању Титаника. У време потонућа је Динова имала око 3 месеца.
Мајка је умрла 16. септембра 1975, у 96 години а брат у 81 години живота, 14. априла 1992, 80 година од бродолома.
Милвина Дин је умрла од упале плућа, 31. маја 2009, у 97 години живота, у Ашертсу.